# Henry & June
Henry & June è un film statunitense del 1990, diretto da Philip Kaufman, con Fred Ward, Uma Thurman, e Maria de Medeiros. Fu presentato fuori concorso alla Mostra del cinema di Venezia del 1990.
È basato sui brani per lungo tempo censurati dei Diari della scrittrice francese Anaïs Nin. Racconta la storia dell'amicizia intima della stessa Nin con lo scrittore Henry Miller e sua moglie June. Pubblicizzato dalla tagline Una avventura vera più erotica di qualsiasi fantasia.

## Trama
Parigi, 1931. Tra Anaïs Nin e i coniugi Miller c'è un triangolo amoroso: lei aveva una relazione stabile col marito Hugo Guiler, ma desiderava una vita più stimolante e trasgressiva, con maggiori colpi di testa. Quando incontra per la prima volta Henry Miller, lo percepisce come un uomo di New York rozzo ma molto virile. Lui ha gran talento nella letteratura e sta lavorando al suo primo libro, Tropico del Cancro. Henry non teme di affrontare la vita a viso aperto, ma anzi si fa trascinare ed intossicare da essa. Anaïs e Hugo finanziano il lavoro di Henry, ma la moglie June non sembra apprezzare la descrizione che ne fa suo marito nel romanzo.

## Colonna sonora
Nella colonna sonora ci sono brani di Ravel e Debussy insieme a canzoni di Bing Crosby (I Found A Million Dollar Baby), di Joséphine Baker (J'ai Deux Amours) e Lucienne Boyer (Parlez-moi D'Amour) tra gli altri.

## Censura
Henry & June è stato il primo film statunitense a ricevere, da parte dell'associazione statunitense MPAA, l'etichetta NC-17  che era stata scelta come sigla che rimpiazzava il livello di divieto prima indicato con una "X". NC-17 doveva indicare film con un numero maggiore di scene violente oppure con un contenuto sessuale più spinto ed esteso rispetto al livello di divieto indicato con "R". All'opposto in Australia, per i meriti artistico-letterari del film venne concesso un più lieve divieto "M".

## Remake
Henry & June ha avuto un remake italiano uscito sempre nel 1990 dal titolo La stanza delle parole, basato sempre sui Diari di Anaïs Nin, diretto da Franco Molè e interpretato da Martine Brochard (Anaïs Nin), David Brandon (Henry Miller) e Linda Carol (June Miller).